# Catharus
Catharus – rodzaj ptaków z podrodziny drozdów (Turdinae) w rodzinie drozdowatych (Turdidae).

## Zasięg występowania
Rodzaj obejmuje gatunki występujące w Azji (północno-wschodnia Syberia) i Ameryce (Kanada, Stany Zjednoczone (włącznie z Alaską), Meksyk, Gwatemala, Salwador, Honduras, Nikaragua, Kostaryka, Panama, Antyle, Kolumbia, Wenezuela, Trynidad, Brazylia, Ekwador, Peru, Boliwia i Argentyna).

## Morfologia
Długość ciała 14,5–20 cm; masa ciała 18–50 g.

## Systematyka

### Etymologia
- Catharus: gr. καθαρος katharos „czysty”; w aluzji do nieskazitelnie brązowego i białego upierzenia u drozdka żółtodziobego[5].
- Malacocichla: gr. μαλακος malakos „miękki, delikatny, zmysłowy”; κιχλη kikhlē „drozd”[6]. Gatunek typowy: Malacocichla dryas Gould, 1855.

### Podział systematyczny
Do rodzaju należą następujące gatunki:
- Catharus aurantiirostris (Hartlaub, 1850) – drozdek żółtodzioby
- Catharus mexicanus (Bonaparte, 1856) – drozdek meksykański
- Catharus dryas (Gould, 1855) – drozdek czarnogłowy
- Catharus maculatus (P.L. Sclater, 1858) – drozdek andyjski
- Catharus fuscater (Lafresnaye, 1845) – drozdek szarogrzbiety
- Catharus frantzii Cabanis, 1861 – drozdek rdzawogłowy
- Catharus gracilirostris Salvin, 1865 – drozdek cienkodzioby
- Catharus guttatus (Pallas, 1811) – drozdek samotny
- Catharus occidentalis P.L. Sclater, 1859 – drozdek rdzawy
- Catharus ustulatus (Nuttall, 1840) – drozdek okularowy
- Catharus fuscescens (Stephens, 1817) – drozdek brunatny
- Catharus minimus (Lafresnaye, 1848) – drozdek szarolicy
- Catharus bicknelli (Ridgway, 1882) – drozdek wędrowny